# Tadeusz Grabiński
Tadeusz Stanisław Grabiński (ur. 16 sierpnia 1947 w Dzierżoniowie) – polski ekonomista. W latach 1996–2002 rektor Akademii Ekonomicznej w Krakowie.

## Życiorys
W latach 1966–1970 studiował na Akademii Ekonomicznej w Krakowie. W 1976 uzyskał stopień doktora, w 1984 doktora habilitowanego.
W 1990 otrzymał tytuł profesora nadzwyczajnego, w 1996 – tytuł profesora zwyczajnego. W latach 1990–1996 pełnił funkcję prorektora do spraw nauki. Od 2006 roku kierownik Katedry Informatyki Stosowanej Krakowskiej Akademii im. A.F. Modrzewskiego. W 1976 roku został odznaczony brązowym Krzyżem Zasługi, a w 2002 Krzyżem Kawalerskim Orderu Odrodzenia Polski. 18 czerwca 1998 został Honorowym Obywatelem Miasta Miechowa.